# Simonkai Lajos
Simonkai Lajos (Nyíregyháza, 1851. január 9. – Budapest, 1910. január 2.) botanikus, Borbás Vince mellett a 19. század második felének legnagyobb magyar flórakutatója. Botanikai szakmunkákban nevének rövidítése: „Simonk.”.

## Élete
Az eperjesi gimnáziumban Hazslinszky Frigyes Ákos tanítványa volt, ő kedveltette meg vele a botanikát. 1870-től a pesti egyetemen természetrajzot hallgatott, 1872-ben Jurányi Lajos tanársegédje a növénytani tanszéken. 1874-ben tanári oklevelet szerzett, 1879-ben doktorált. 1875-től a nagyváradi, 1880-tól a pancsovai, 1881-től az aradi, 1891-től a budapesti VII. kerületi főgimnázium természetrajztanára volt. 1892-ben a budapesti egyetemen magántanári képesítést szerzett. 1908-ban vonult nyugalomba.

## Munkássága
A növényföldrajz mellett főleg növényrendszertani kérdésekkel foglalkozott. Megírta Magyarország tölgyeinek, hársfáinak, zanótjainak, szilfáinak, juharfáinak, ribiszkéinek stb. monográfiáit 1888–1908 között. Ő dolgozta fel kritikailag Erdély flóráját, ez a könyve a század legjobb magyar flóramunkája. Hatalmas herbáriumát (22 000 faj és változat) a Magyar Nemzeti Múzeumnak adományozta. Széles körű szakirodalmi munkásságot fejtett ki. 500 új taxont írt le, amelyeket Kümmerle Jenő Béla összefoglalva ismertetett.

## Róla elnevezett növények
- Draba simonkaiana Jav., 1910
- Knautia ×simonkaiana Szabó, 1910
- Aconitum simonkaianum Gáyer, 1907

## Jelentősebb művei
- Bánsági és hunyadmegyei utazásom 1874-ben (Mathem. Term. tud. Közl. XV., 1878)
- Növényhatározó (Bp., 1881)
- Nagyvárad és a Sebes Körös felsőbb vidéke (Mathem. Term. tud. Közl. XVI., 1881)
- Erdély edényes flórájának helyesbített foglalata (Bp., 1886)
- Nagyvárad és vidékének növényvilága (Bp., 1890)
- Hazánk tölgyfajai és tölgyerdei (Bp., 1890)
- Növényföldrajzi vonások hazánk flórájának jellemzéséhez (Mathem. Term. tud. Közl. XXIV., 1891)
- Aradvármegye és Arad szabad királyi város természetrajzi leírása (Arad, 1893).